# Ipomoea clavata
Ipomoea clavata es una especie fanerógama de la familia Convolvulaceae.

## Clasificación y descripción de la especie
Planta voluble, rastrera, lignescente, perenne; tallo ramificado, rugoso, hirsuto (con pelos), los pelos hasta de 7 mm de largo; hoja de forma ovada, de 5 a 15 cm de largo, de 3.5 a 13 cm de ancho, ápice acuminado o agudo, base auriculada, glabra, brillante; inflorescencias con 1 a 3 flores; sépalos subiguales, elípticos, de 21 a 28 mm de  largo, los exteriores coriáceos, los interiores membranáceos, sin pelos; corola con forma de embudo (infundibuliforme), de 6 a 8 cm de largo, tubo blanco por fuera, de color púrpura en la garganta, limbo blanco-violáceo; el fruto es una cápsula cónica, de 18 a 22 mm de largo, con 4 semillas, alargadas, de 10 a 12 mm de largo, comosas, los pelos de color cobre-anaranjado.

## Distribución de la especie
Planta que se encuentra distribuida del sur de México (Jalisco, Michoacán, Veracruz, Guerrero, Campeche, Yucatán); y en Centroamérica y Sudamérica (Perú).

## Ambiente terrestre
Se desarrolla en bosque tropical caducifolio y subcaducifolio. La altitud en que se ha registrado oscila entre 50 y 120 m s.n.m. Florece de noviembre a diciembre.

## Estado de conservación
No se encuentra bajo ningún estatus de protección.